# Therapiehinweise des Gemeinsamen Bundesausschusses
Der Gemeinsame Bundesausschuss (G-BA) definiert in den Arzneimittelrichtlinien Therapiehinweise zum Anwendungsbereich einzelner Wirkstoffe, um das Wirtschaftlichkeitsgebot von Therapien im Rahmen der Gesetzlichen Krankenversicherung (GKV) zu konkretisieren.
Der G-BA bestimmt mit den Richtlinien den Leistungskatalog der Gesetzlichen Krankenversicherung und legt damit fest, welche Leistungen der medizinischen Versorgung – hier: welche Medikamente – von der GKV erstattet werden. Hintergrund der Richtlinien ist der § 12 Abs. 1 des Fünften Buches Sozialgesetzbuch, der regelt: "Die Leistungen müssen ausreichend, zweckmäßig und wirtschaftlich sein; sie dürfen das Maß des Notwendigen nicht überschreiten. Leistungen, die nicht notwendig oder unwirtschaftlich sind, können Versicherte nicht beanspruchen, dürfen die Leistungserbringer nicht bewirken und die Krankenkassen nicht bewilligen."
Die Therapiehinweise betreffen insbesondere relativ neue und hochpreisige Arzneimittel. Sie informieren über den Umfang der Zulassung sowie über Wirkung, Wirksamkeit und Risiken. Sie geben Empfehlungen zur wirtschaftlichen Verordnungsweise, zu den Kosten und zu gegebenenfalls notwendigen Vorsichtsmaßnahmen bei Verordnung dieser Arzneimittel bzw. Wirkstoffe. 
Werden Arzneimittel gemäß den Therapiehinweisen verordnet, ist der verordnende Arzt vor einem Arzneimittelregress geschützt. Bei eventuellen Auffälligkeitsprüfungen müssen diese Verordnungen aus dem Verordnungsvolumen herausgerechnet werden. Dafür muss aus der ärztlichen Dokumentation im Nachhinein eine Verordnungsnotwendigkeit schlüssig erkennbar sein. 
Für die Vertragsärzte in der GKV sind diese Therapiehinweise verbindlich. Apotheker müssen bei der Abgabe von Arzneimitteln die Einhaltung der Therapiehinweise nicht überprüfen. Die Therapiehinweise sind, solange sie inhaltlich richtig sind, nach der Rechtsprechung des Bundessozialgerichtes zulässig. Rechte der Arzneimittelhersteller auf gleichberechtigten Zugang zum Markt der gesetzlichen Krankenversicherung werden dadurch nicht verletzt.